# Mystina guttistigma
Mystina guttistigma är en fjärilsart som beskrevs av George Francis Hampson 1906. Mystina guttistigma ingår i släktet Mystina och familjen Thyrididae. Inga underarter finns listade i Catalogue of Life.